# Antigua (đảo)

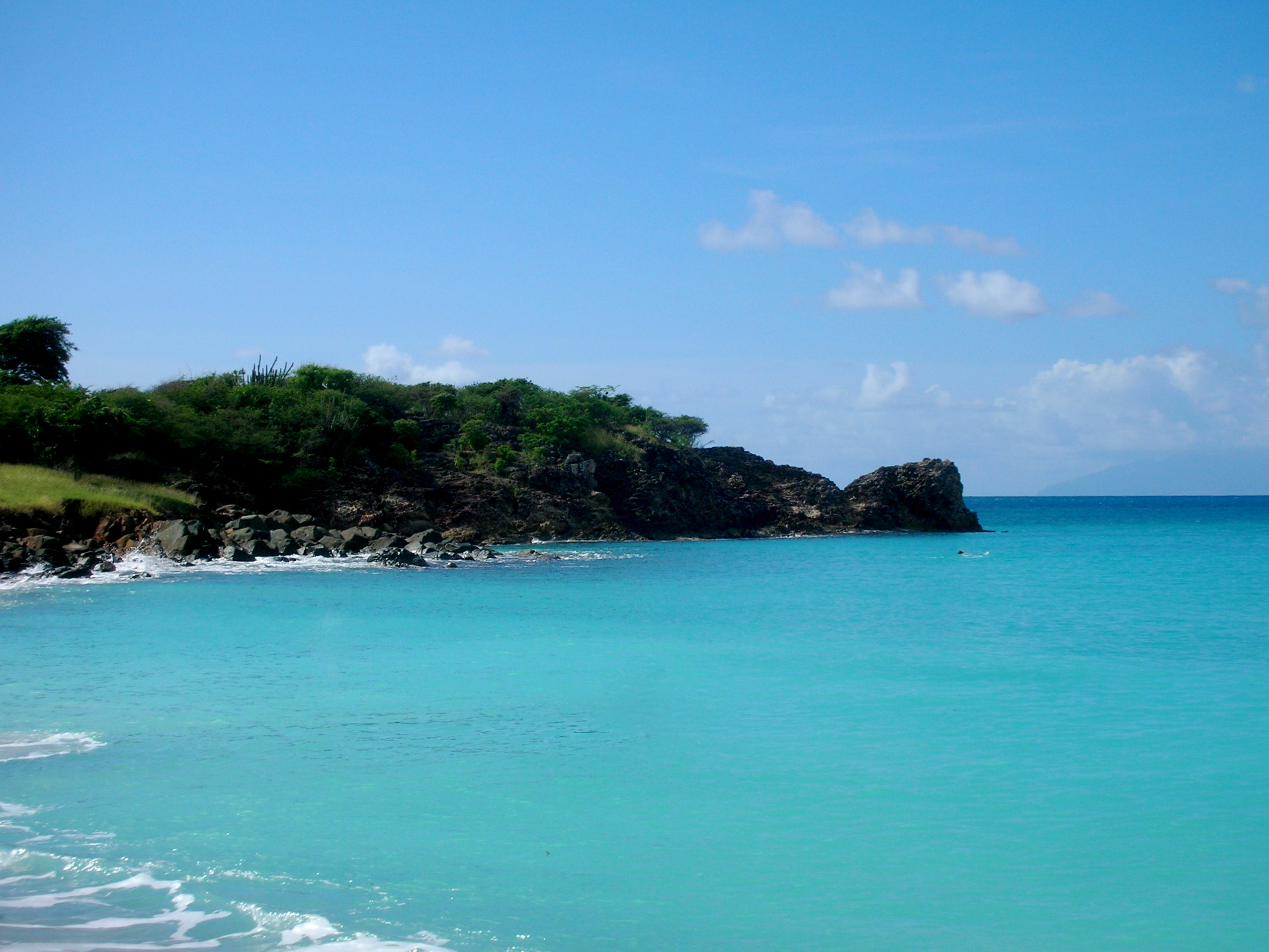
Bãi biển Turner ở Antigua

Antigua (phiên âm tiếng Việt: An-ti-goa) là một đảo thuộc quần đảo Leeward nằm ở West Indies trong biển Caribê, là một trong hải đảo chính tạo thành quốc gia Antigua và Barbuda. St John's, thủ đô và là thành phố lớn nhất của Antigua và Barbuda. St John's là trung tâm thương mại và hải cảng chính của đảo Antigua. Antigua có nghĩa là "cổ đại" trong tiếng Tây Ban Nha và được đặt tên bởi Christopher Columbus, đặc tên theo một biểu tượng của nhà thờ lớn Sevilla, Santa Maria de la Antigua - Nhà thờ cổ Santa Maria. Chu vi của đảo là khoảng 87 km (54 dặm Anh) và diện tích 281 km2. Dân số ở đảo là 80.161 (theo điều tra dân số 2011). Nền kinh tế là chủ yếu dựa vào du lịch, với khu vực nông nghiệp phục vụ thị trường trong nước. Hơn 31.000 người sống trong thành phố thủ đô St John's nằm ở phía tây bắc và có một bến cảng sâu có thể đáp tàu du lịch lớn. Các khu định cư của dân số hàng đầu khác là All Saints (3412) và Liberta (2239), theo cuộc điều tra dân số năm 2001. Trong Tuần lễ Sailing Antigua, vào cuối tháng Tư và đầu tháng năm, cuộc đua đẳng cấp thế giới hàng năm mang lại nhiều tàu thuyền và thủy thủ đến đảo để chơi thể thao.

## Kinh tế
Kính tế của Antigua chủ yếu dựa vào du lịch. Trên thực tế, Antigua đang phát triển thành nơi giải trí xa xỉ của vùng Caribbe. Nhiều khách sạn và resort được xây dựng quanh bờ biển. Sân bay duy nhất của đảo là nơi phục vụ của nhiều hãng hàng không nổi tiếng, bao gồm Virgin Atlantic, British Airways, US Airways, American Airlines, United Airlines, Delta Air Lines, Caribbean Airlines, Air Canada, WestJet và LIAT.
Chuyến bay thường ngày duy nhất đến Barbuda xuất phát từ sân bayVC Bird. Không quân Hoa Kỳ duy trì một căn cứ nhỏ ở gần sân bay như một phần của Tầm bay phía Đông, vốn được dùng cho các nhiệm vụ trên không và thông tin liên lạc.
Sự phát triển của các trường y tế cũng đóng góp khá nhiều vào nền kinh tế. Trường Đại học Khoa học Y tế Antigua (UHSA) và trường Đại học Hoa Kỳ Antigua (AUA) là những trường đào tạo các bác sĩ tiềm năng.
Đồng tiền chính thức được sử dụng là đô la Đông Caribbe. Tuy nhiên, trong du lịch, giá cả kinh doanh thường được niêm yết bằng đô la Mỹ. Đồng Đô la Đông Caribbe thường được quy đổi ra đồng đô la Mỹ với tỷ giá cố định là $1 US = $2.7169 Đô la Đông Caribbe.